# Physikalischer Verein
Der Physikalische Verein – Gesellschaft für Bildung und Wissenschaft – ist ein am 24. Oktober 1824 gegründeter wissenschaftlicher Verein in Frankfurt am Main, der seine Gründung auf eine Anregung Johann Wolfgang von Goethes zurückführt. Bis 1834 wurden unter dem Namen Physikalisches Museum zusätzlich zu Vorträgen auch Besichtigungen der Sammlung von naturwissenschaftlichen Apparaten angeboten. Im Verlauf des 19. Jahrhunderts entwickelte sich der Verein zu einer Art technischem Überwachungsverein für Frankfurt und einer naturwissenschaftlichen Akademie.

## Hintergrund
Der Verein gehörte 1914 zu den Stiftern der Johann-Wolfgang-Goethe-Universität Frankfurt am Main und brachte seine naturwissenschaftlichen Institute und Gebäude ein. Die wissenschaftliche Breitenbildung war von Anfang an ein Ziel und Schwerpunkt der Tätigkeiten.
Bis 2005 war im Gebäude des Vereins der Fachbereich Physik der Universität untergebracht. Seit 2010 ist es im Besitz der Senckenberg Gesellschaft für Naturforschung. Zwischen Dezember 2013 und Juni 2017 wurde das Gebäude renoviert und heißt seitdem Arthur-von-Weinberg-Haus. Seit 2017 steht es dem Verein wieder zur Verfügung, die Sternwarte wurde 2021 wieder eröffnet.
Zum wissenschaftlichen Angebot gehören Vorträge, Seminare und astronomische Beobachtungen. Der Verein veranstaltet darüber hinaus die größten Science-Slams Deutschlands und betreibt die Hans-Ludwig-Neumann-Sternwarte auf dem Kleinen Feldberg.

## Geschichte

### Gründung und erste Jahre
1814 hatte Johann Wolfgang von Goethe gefordert:

„Wäre es möglich, einen tüchtigen Physiker herbei [nach Frankfurt] zu ziehen, der sich mit dem Chemiker vereinigte und dasjenige heranbrächte, was so manches andere Kapitel der Physik, woran der Chemiker keine Ansprüche macht, enthält und andeutet; setzte man auch diesen in Stand, die zur Versinnlichung des Phänomens nötigen Instrumente anzuschaffen, so wäre in einer großen Stadt für wichtige, insgeheim immer genährte Bedürfnisse und mancher verderblichen Anwendung von Zeit und Kräften eine edlere Richtung gegeben.“

„Man erkundige sich, welchen Einfluß die Universitäten in Berlin, Breslau, Leipzig auf das praktische Leben der Bürger haben; man sehe, wie in London und Paris, den bewegtesten und tätigsten Orten, der Chemiker und Physiker gerade sein wahres Element findet; und Frankfurt hat gar wohl das Recht, nach seinem Zustand, seiner Lage, seinen Kräften für so löbliche Zwecke mitzueifern.“

Aufgrund dieser Anregung riefen am 24. Oktober 1824 elf Frankfurter Bürger unter der Führung von Christian Ernst Neeff und Johann Valentin Albert das Physikalische Museum ins Leben. Weitere Gründer waren Johann Jacob Casimir Buch, Joseph Aschbach, Johann Michael Mappes und Johann Georg Neuburg. Einige von ihnen hatten bei der Konstituierung der Senckenbergischen Naturforschenden Gesellschaft mitgewirkt, die sich nicht wie gewünscht mit Physik und Chemie beschäftigte. Albert besaß eine umfangreiche Sammlung naturwissenschaftlicher Apparaturen, die er samt Räumlichkeiten in der Schäfergasse zur Verfügung stellte. Ab dem 29. Oktober war dort das Museum für die Öffentlichkeit geöffnet. Für Mitglieder fanden Vorlesungen statt. Der Philosoph Arthur Schopenhauer lobte das „physikalische Kabinett“ und pries es als einen der Vorteile gegenüber Städten wie Berlin und Mannheim an.
Am 24. November desselben Jahres hielt Neeff die Eröffnungsrede in der ersten Versammlung der Gründer und weiterer Besucher. Bei dieser Versammlung wurden die ersten Statuten verabschiedet. Ziel war nach § 1 der Satzung „[…] sich gegenseitig zu belehren, um Kenntnisse in der Physik und Chemie allgemeiner zu verbreiten, und diese Wissenschaften selbst so viel als möglich zu fördern und zu bereichern […]“
Im Dezember begannen unregelmäßig öffentliche Vorträge. Den ersten dieser Vorträge hielt am 10. Dezember der Sohn des Mitbegründers Johann Valentin Albert über Die Einrichtung und Gebrauch des Woltmann’schen hydrodynamischen Flügels oder Strommessers. Besondere Aufmerksamkeit bekam das Museum, als 1825 die Gesellschaft Deutscher Naturforscher und Ärzte im Rahmen ihrer vierten Versammlung das Museum besuchte. 1826 war einer der Gastredner der bekannte Wissenschaftler Ernst Chladni. Schnell war im Haus in der Schäfergasse zu wenig Platz für Besucher und Apparate. Albert verkaufte sein privates Wohnhaus und erwarb mit dem Erlös ein Haus in der Töngesgasse, in welches das Museum zog.

### Erster festangestellter Lehrer

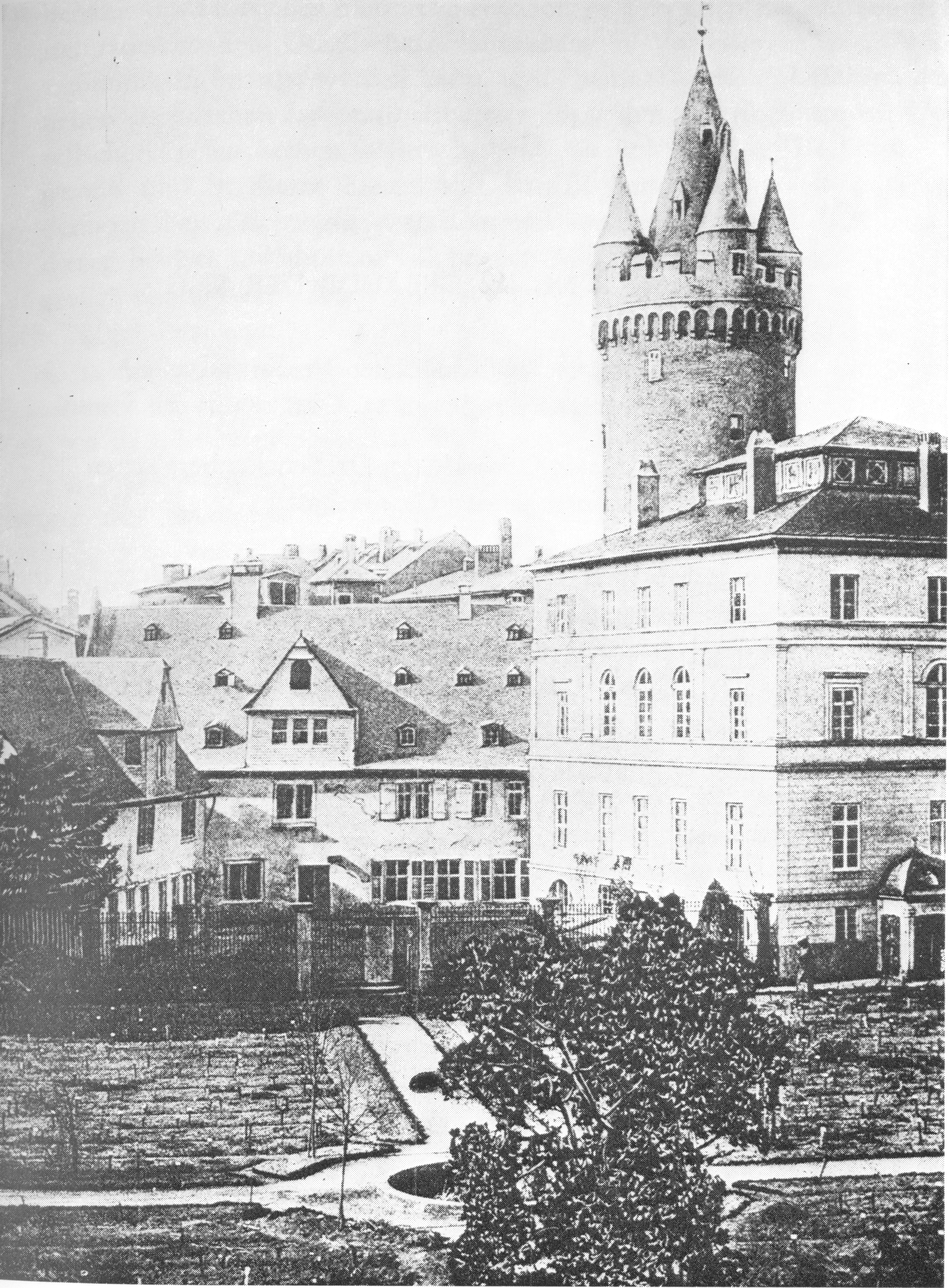
Im mittleren Teil des Gebäudekomplexes standen dem Verein Räumlichkeiten zur Verfügung

1828 und 1829 hielt Beat Friedrich von Tscharner zwei erfolgreiche Vortragsreihen in Frankfurt ab. Diese Vorträge ließen das Interesse an Physik und Naturwissenschaften in Frankfurt wachsen. Daraufhin organisierte der Verein Vorträge zu ähnlichen Themen und stellte für das Wintersemester 1828/29 ein eigenes Vortragsverzeichnis auf. Regelmäßige Veranstaltungen wie die von Tscharner fanden allerdings nicht statt, weil die Arbeit der Referenten unentgeltlich war. Es blieb bei gelegentlichen Vorträgen, die im Frankfurter Intelligenzblatt angekündigt wurden. Nach der Generalversammlung 1833 stellte der Vorsitzende Johann Karl Passavant Karl Werner Maximilian Wiebel als ständigen Lehrer für Physik und Chemie ein. Seitdem konnte endlich ein regelmäßiges Vortragsprogramm gestaltet werden. Passavant veranlasste, dass der Verein sich 1834 von Albert trennte. Da durch die Dr. Senckenbergische Stiftung kostenfrei Räumlichkeiten zur Verfügung gestellt wurden, musste man nicht mehr auf dessen Räume und finanzielle Mittel zurückgreifen.
Seit 1826 sammelte der Verein Wetterdaten in Frankfurt und anderen hessischen Städten und übergab diese dem Senat der Freien Stadt Frankfurt. Den regelmäßig erstellten Wetterbericht ließ sich Goethe bis nach Weimar schicken. Er wurde außerdem öffentlich ausgehängt und in Zeitschriften veröffentlicht. Als man 1835 an den Senat herantrat, erhoffte man sich daher eine finanzielle Förderung, die für die Bezahlung der Lehrkraft benötigt wurde. Wiebel hatte den Verein 1835 verlassen, Nachfolger wurde Rudolf Christian Böttger. Als Gegenleistung für die finanzielle Förderung wurde der Verein verpflichtet, Vorlesungen zur Physik und Chemie speziell für die Schüler der höheren Lehranstalten abzuhalten. Außerdem sollten auf Anfrage der städtischen Behörden Gutachten erstellt werden. In den nachfolgenden Jahren erarbeiteten Böttger und Johann Philipp Wagner Gutachten zu Patentanträgen Frankfurter Bürger.
Am 25. Februar 1837 stellte Wagner dem Verein seine Erfindung eines elektrischen Hammers, einen elektromechanischen Unterbrecherkontakt, vor. 1838 wurde im Turm der Paulskirche eine Sternwarte eingerichtet, die im Auftrag des Senats für die genaue Zeitbestimmung der öffentlichen Turmuhren sorgen sollte. Auch astronomische Beobachtungen waren möglich.
1851 trat Johann Philipp Reis dem Verein bei. Am 26. Oktober 1861 stellte er sein Telephon bei einem öffentlichen Vortrag vor. Am 16. November folgte ein weiterer öffentlicher Vortrag. Die Vorführung sorgte bei einigen Mitgliedern für Unverständnis, bei anderen aber auch für Begeisterung. Zum wirtschaftlichen Durchbruch seiner Erfindung kam es nicht. Reis, der sich eine aktive Vermarktung seines Telefons durch den Vorstand erhofft hatte, legte seine Mitgliedschaft 1867 nieder. Er starb 1874 in Friedrichsdorf. Nach der Inbetriebnahme des ersten Telefonnetzes in Deutschland ließ der Physikalische Verein 1878 einen Obelisken auf seinem Grab errichten.
Weitere Dozenten bis 1864 waren unter anderem Friedrich Eisenlohr, Ernst Abbe und Friedrich Kohlrausch.

### Erster Neubau des Vereinsgebäudes
Nach der Annexion Frankfurts durch Preußen 1866 war die finanzielle und politische Position des Vereins nicht mehr sicher. Der Senat der Freien Stadt Frankfurt fiel als Auftraggeber aus. Außerdem war im gleichen Jahr das Stifthaus abgerissen worden. Es sollte keine weitere Lehrkraft eingestellt werden. Aber es fanden weiterhin Vorträge von ehrenamtlichen Lehrern und Professoren statt, wie durch Karl Zöppritz. Erst 1868 wurde die Stelle eines Dozenten für Physik durch Wilhelm August Nippoldt und anschließend Georg Krebs wieder besetzt. Nach Böttgers Tod 1881 nahm Bernhard Lepsius dessen Lehrstelle für Chemie neu an. Die Lehrkräfte erarbeiteten 1885 ein Testgerät für Blitzableiter, das weithin Beachtung fand.
Am 19. Oktober 1887 eröffnete man in der Stiftsstraße 32 ein neues Gebäude. Das Grundstück gehörte der Dr. Senckenbergische Stiftung und wurde dem Verein in Erbpacht übergeben. Das Gebäude besaß einen Hörsaal für 200 Personen, ein chemisches Laboratorium für 24 Personen, ein physikalisches Kabinett, ein Observatorium für meteorologische Beobachtungen und eine Reihe weiterer Räume. Zum Bau hatten der Vorsitzende Theodor Petersen und der Schatzmeister Heinrich Roessler finanziell beigetragen.

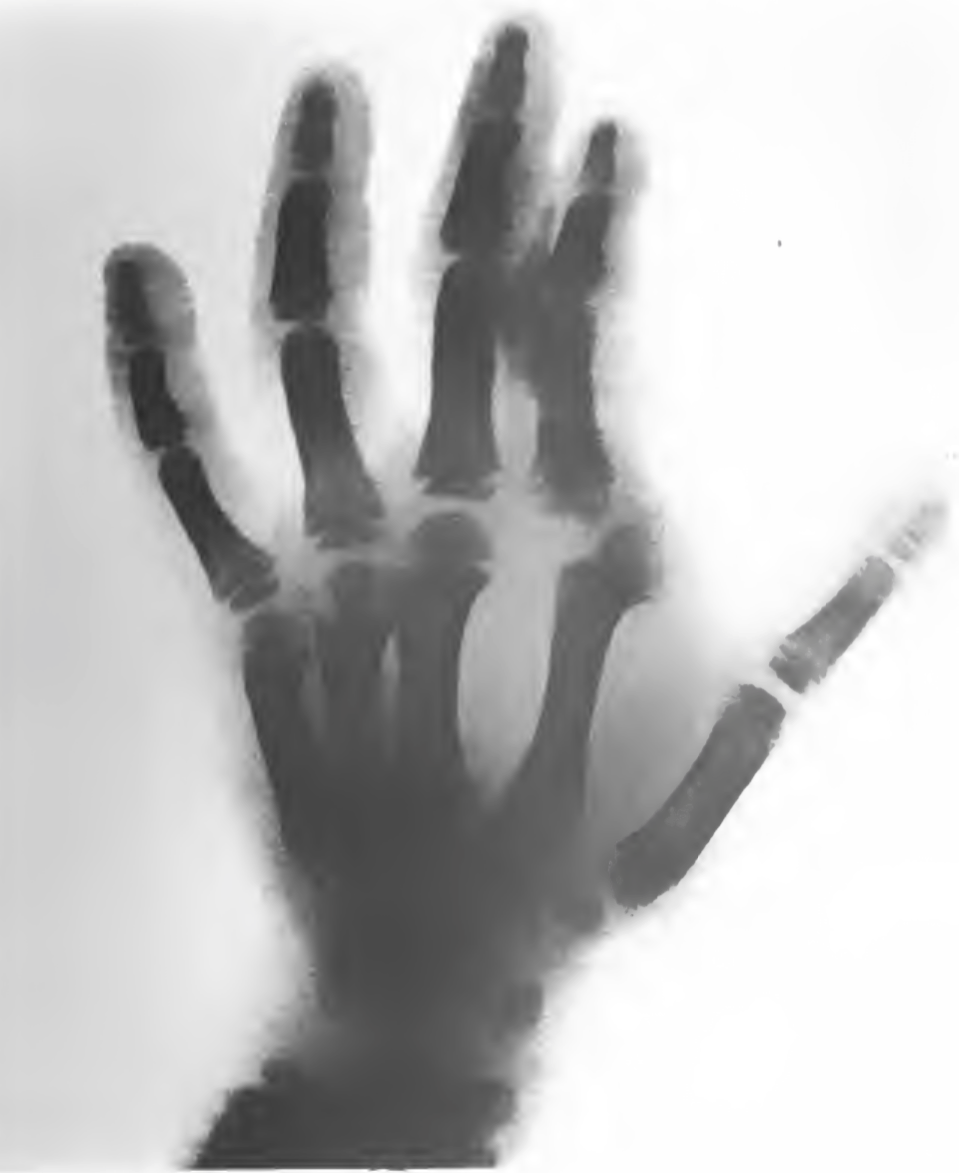
Röntgenfotografie der Hand eines Jungen mit Fingerverletzung vom Januar 1896

Durch Spenden finanziert konnte 1888 eine Elektrotechnische Lehr- und Untersuchungsanstalt eröffnet werden. Sie teilte sich bald in die Elektrotechnische Lehranstalt und die Elektrotechnische Untersuchungsanstalt. Beide gingen später in das Institut für Angewandte Physik der Frankfurter Universität über. Auf der Internationalen Elektrotechnischen Ausstellung von 1891 in Frankfurt stellte der Verein neben den Büsten von Reis und Soemmerring deren Telefon beziehungsweise Telegraf im Original aus. 1896 bauten Walter König und weitere Mitglieder des Vereins einen Röntgenapparat, der Röntgenstrahlen genügender Stärke erzeugen konnte, um damit Menschen zu röntgen. Dieses Gerät gehörte zu den ersten seiner Art. Die Röntgenstrahlung war erst 1895 von Wilhelm Conrad Röntgen entdeckt worden. Einige Jahre später wurde die Apparatur ins Bürgerhospital gebracht.
Zu den weiteren Dozenten bis 1908 gehörten Hermann Theodor Simon, dessen Assistent Max Reich, sowie Martin Freund. Einer der zahlreichen Assistenten war James Franck.

### Zweiter Neubau
1897 erwog der Vorstand erneut einen Standortwechsel. Die Pläne von Franz von Hoven und Richard Dielmann, nach denen das neue Gebäude auf dem Eckgrundstück zwischen Bleichstraße und Brönnerstraße entstehen sollte, wurden jedoch nicht realisiert. Zuvor hatte Franz von Hoven bereits Pläne zur Erweiterung des bestehenden Gebäudes in der Stiftstraße vorgelegt, womit der vorhandene Raum verdoppelt worden wäre. Die Pläne wurden verworfen als bekannt wurde, dass durch die Stiftstraße eine Straßenbahn geführt werden sollte, die die physikalischen Geräte gestört hätte. 1899 kamen die Dr. Senckenbergische Stiftung und der Verein überein, außerhalb der Innenstadt neue Gebäude zu errichten. Als neuer Standort wurde die Viktoria-Allee (heute Senckenberganlage) gewählt. Nach dem 1906 abgeschlossenen Vertrag erhielt der Verein eine Abfindung von der Dr. Senckenbergischen Stiftung für das bestehende Gebäude in der Stiftsstraße. Das Gelände für den Neubau wurde dem Verein abermals in Erbpacht überlassen.
Beim Bau des Gebäudes 1906 kam es zu Behinderungen, da sich herausstellte, dass das alte Bett des Kettenhofbaches unter dem geplanten Gebäude lag. Aus diesem Grund konnte kein Grundstein gelegt werden, stattdessen wurde am 13. Mai 1906 im Dachgeschoss ein Schlussstein gesetzt. Finanziert wurde das Gebäude hauptsächlich durch Spenden, die Baukosten betrugen mehr als 1,5 Millionen Mark. Treibende Kräfte beim Neubau des Gebäudes waren Eugen Hartmann und Leo Gans, die beide Vorstandsmitglieder waren und selbst namhafte Geldbeträge spendeten.
Bereits 1907 bezog man das Gebäude, die feierliche Einweihung fand aber erst 1908 statt. Zu den Gästen zählte neben verschiedenen Vertretern der umliegenden Universitäten und wissenschaftlichen Akademien auch Friedrich Kohlrausch als ältester noch lebender ehemaliger Dozent des Vereins. Auch Ferdinand von Zeppelin, seit 1907 Ehrenmitglied, nahm an der Feier teil.
Das noch heute bestehende neobarocke Gebäude mit einem Mittel- und zwei Eckrisaliten hatte eine Länge von fast 100 Metern und vier (heute fünf) Etagen. Neben einem großen Hörsaal gab es zwei kleinere mit 140 beziehungsweise 160 Sitzplätzen. Ein vierter Hörsaal mit 180 Sitzplätzen war für Vorlesungen der Elektrotechnik gedacht. Im Dachgeschoss lagen Personalwohnungen für Hausmeister, Glasbläser, Laboranten und Assistenten. Ein Aufzug verband die Stockwerke, die Sternwarte war nur über eine Treppe erreichbar. Von der Plattform auf dem Dach aus konnten kleine Wetterballons gestartet werden, außerdem standen dort Antennen für die drahtlose Telegraphie.
Im linken westlichen Flügel des Gebäudes lag das Chemische Institut mit Laboren, Werkstätten, sowie einer Apparaturen- und Chemikaliensammlung. Im zweiten Geschoss arbeitete das Physikalisch-Chemische Institut. Der rechte Flügel beherbergte das Elektrotechnische, das Physikalische und das Meteorologische Institut sowie die Sternwarte. Neben Mess- und Maschinenräumen für das Elektrotechnische Institut befanden sich hier auch gesammelte physikalische Apparate, Übungssäle und eine Wetterstation. Die Sternwarte auf dem östlichen Risalit verfügte über einen zehnzölligen Äquatorial von Carl Zeiss.
In einem Pavillon im Garten standen weitere Apparate, unter anderem zur Wetterbeobachtung. Im Palmengarten Frankfurt und auf dem Kleinen Feldberg befanden sich meteorologische Beobachtungsstationen. In Offenbach besaß der Verein ein Lagerhaus für Ballons.

Gebäude des Physikalischen Vereins
Aufriss
Mittelrisalit
Der große Hörsaal im Mittelteil
Querschnitt
Grundrisse

Zu den Dozenten bis 1914 zählten Richard Wachsmuth, Kurt Wegener und Franz Linke. Linke war der letzte Dozent, der unmittelbar beim Physikalischen Verein angestellt war, alle weiteren Dozenten wurden von der Frankfurter Universität berufen.

### Gründung der Universität
Anfang des 20. Jahrhunderts wurde in Frankfurter Zeitungen vermehrt diskutiert, ob eine Universität in Frankfurt wünschenswert sei oder nicht. Es bestand der Wunsch nach einer Stiftungsuniversität. Den Stiftern, zu denen auch der Verein gehörte, schwebte eine Privatuniversität nach amerikanischem Vorbild vor. Widerstände gegen eine weitere hessische Universität kamen unter anderem aus Marburg. Am 10. Juni 1914 bewilligte Wilhelm II. die Einrichtung einer Universität unter der Voraussetzung, dass keine zusätzlichen Gelder aus staatlicher Hand zur Finanzierung erforderlich waren.
Der Physikalische Verein stellte der Universität seine Institute für Physik, Chemie, Elektrotechnik, physikalische Chemie und Astronomie im Vereinsgebäude zur Mitbenutzung zur Verfügung. Zur Verfügung gestellt wurden außerdem die Einrichtungen zur Meteorologie und Geophysik im Taunus-Observatorium, das 1913 auf dem Kleinen Feldberg errichtet worden war.
Der Erste Weltkrieg und die Deutsche Inflation 1914 bis 1923 bereiteten sowohl der Universität als auch dem Physikalischen Verein große finanzielle Schwierigkeiten. Zwar mussten seit Gründung der Universität keine Gehälter mehr für Dozenten bezahlt werden, der Verein hatte sich aber verpflichtet, die Gehälter der Assistenten zu übernehmen und den Unterhalt des Gebäudes zu tragen. Erst ab 1923 kam die Universität auch für diese Kosten auf. Zu den finanziellen Sorgen kam ein großer Mitgliederschwund. Von den 1100 Mitgliedern vor dem Ersten Weltkrieg traten 1925 circa 400 aus.

### Erweiterung der Institute
Nach 1914 war die physikalische Forschung Sache der Universität. Der Verein veranstaltete nur noch Vorträge, die zur allgemeinen Weiterbildung beitrugen. Neben Themen der Physik wurden Fragen der Astronomie diskutiert. Ab 1836 fanden ununterbrochen Vorlesungen für Schüler statt, die beibehalten wurden.

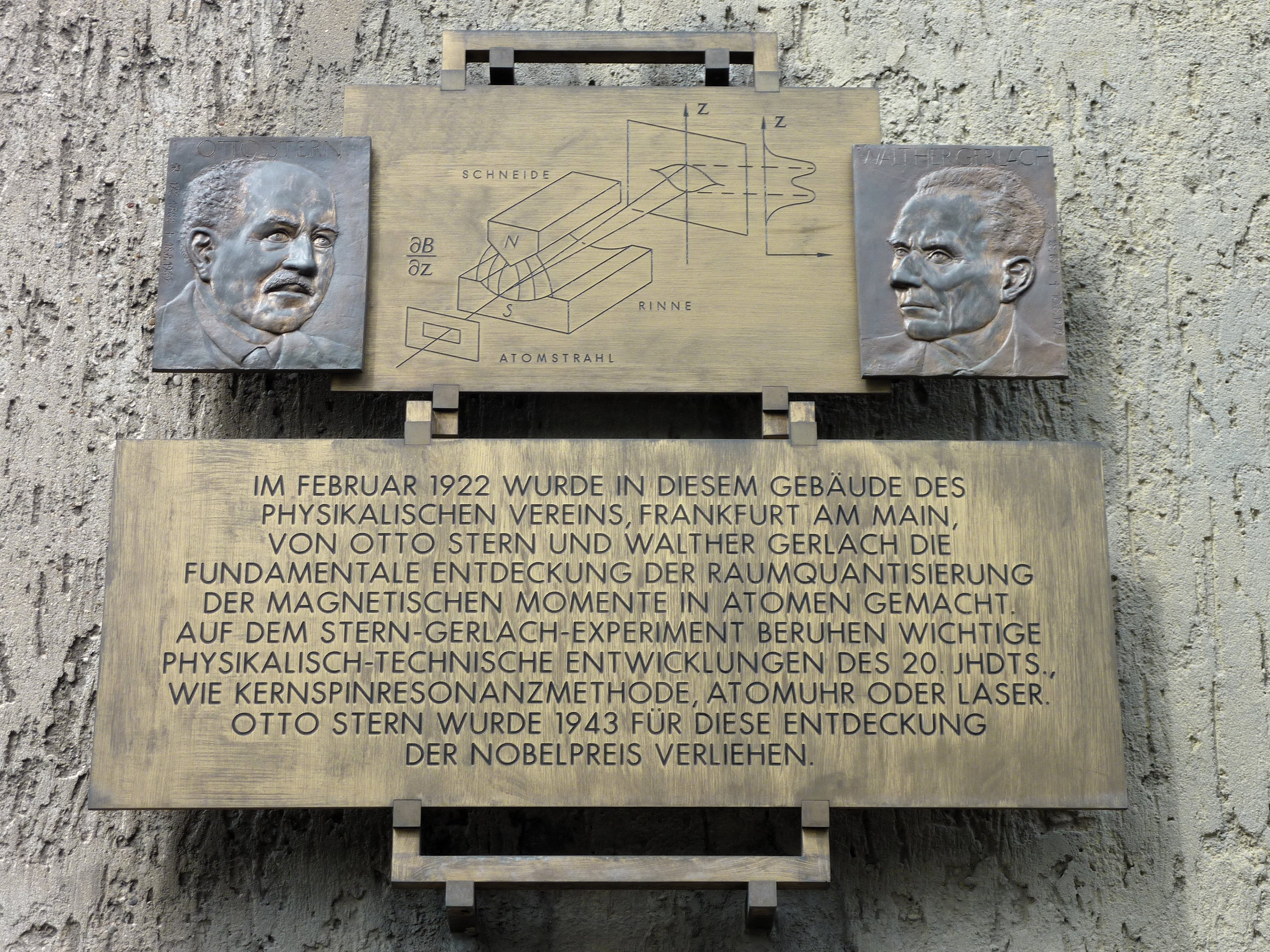
Erinnerungstafel an den Stern-Gerlach-Versuch

Den bedeutenden Stern-Gerlach-Versuch zur damals neuen Quantenphysik unternahmen 1922 die Physiker Otto Stern und Walther Gerlach im Institutsgebäude des Vereins. Auf den Ergebnissen des Versuchs zur Richtungsquantelung von Drehimpulsen bei Atomen beruhen Atomuhren und Laser. Heute erinnert eine am südlichen Eingang des Gebäudes angebrachte Tafel mit grafischer Darstellung des Versuchsaufbaus an diese wissenschaftlichen Leistungen.
1926 erwarb der Verein die Villa von August Albert, dem Enkel des Mitbegründers Johann Valentin Albert, in der Feldbergstraße 47. Diese Investition wurde durch Kredite finanziert. Das Meteorologische Institut mit seinem regionalen Wetterdienst übernahm das Gebäude. Das Institut für Allgemeine Chemie hatte zwar in den Jahren 1913 bis 1919 vom Preußischen Staat ein eigenes Gebäude bekommen, die Physikalische Chemie war allerdings weiterhin im Hauptgebäude untergebracht. In der Nachbarschaft des Gebäudes errichtete man für das Institut für Physikalische Chemie einen Erweiterungsbau. Am 11. Mai 1931 fand die Einweihung des Neubaus statt. Die Eröffnungsrede hielt Fritz Haber. Der Kettenhofweg auf Höhe des Gebäudes war zwischenzeitlich auf Anregung des Vereins nach ihrem Ehrenmitglied in Robert-Mayer-Straße umbenannt worden.

### Ende der Weimarer Republik und NS-Zeit
Der große Hörsaal wurde 1932 für die von Oberstudiendirektor Hofmann durchgeführte Filmvorführungsreihe Über die Lage der deutschen Ostprovinzen zur Verfügung gestellt. Ab 1933 fanden unregelmäßig Vorträge verschiedener Regierungsämter im Gebäude des Vereins statt. Ab 1939 veranstaltete die NS-Gemeinschaft Kraft durch Freude hin und wieder astronomische Beobachtungen und Vorträge in der Sternwarte.
Da die Universität einen „jüdisch-marxistischen“ Ruf hatte, drohte deren Auflösung. Der Verein wollte es sich im Fall der Auflösung zur Aufgabe machen finanzielle Mittel „[…] zu beschaffen, damit er seine ursprüngliche, satzungsgemäße Aufgabe weiter erfüllen kann, als Forschungsinstitut der Verbreitung naturwissenschaftlicher Kenntnisse in allen Kreisen der Frankfurter Bevölkerung […] zu dienen“.
Im Januar 1939 war ein Anschluss an das Hauptamt für Technik in der NSDAP im Gespräch. Anschluss und Regulierungen durch das Amt lehnte man aber ab, mit der Begründung „[…], dass es sich bei den Vorträgen des physikalischen Vereins um wissenschaftliche, nicht aber um technische Vorträge handelt, die nicht der Kompetenz des Amts für Technik unterstehen.“
Die Verordnungen zum Reichsbürgergesetz von 1935 wurden ab 1939 umgesetzt. Mitglieder „nichtarischer“ Abstammung wurden aus dem Mitgliederverzeichnis gestrichen, davon waren etwa 50 Personen betroffen. Auch eine Marmortafel, die im Gebäude angebracht war und die Namen aller ewigen Mitglieder beinhaltete, sollte auf Verlangen der Stadtverwaltung entfernt werden. Der Vorstand des Vereins befand „dass die Übertapezierung den angestrebten Zweck erfüllt und zur Zeit kein Bedürfnis besteht, die Tafeln entfernen zu lassen.“ Die Tafeln befinden sich noch heute im Eingangsbereich des Gebäudes.
Während des Zweiten Weltkriegs konnte der Verein zwar Vorträge ungestört durchführen, Mitgliederversammlungen waren aber 1943 verboten worden. Die Elektrotechnische Lehranstalt musste das Gebäude in der Robert-Mayer-Straße verlassen, um dem Institut für Angewandte Physik, das „kriegswichtige Forschungen“ leistete, mehr Platz zu schaffen.
Bei den Luftangriffen am 18. März und am 22. März 1944 trafen mehrere Brandbomben das Gebäude. Das unbeschädigte Teleskop der Sternwarte wurde daraufhin in Sicherheit gebracht. In der Nacht vom 12. auf den 13. September zündete eine Luftmine in der Robert-Mayer-Straße direkt vor dem Eingang des Vereinsgebäudes. Die Räume des Erdgeschosses wurden beschädigt, das Institut für Physikalische Chemie in der gleichen Nacht von einer Sprengbombe vollständig zerstört. Am 5. März 1945 traf eine Bombe einen Stahlträger in der Decke des großen Hörsaals und richtete dort großen Schaden an. Die beiden kleinen Hörsäle im zweiten Obergeschoss brannten im September 1944 aus, es blieb nur noch der kleine Hörsaal des Instituts für Angewandte Physik im Erdgeschoss.

### Entwicklung seit 1945
Seine erste Mitgliederversammlung nach dem Zweiten Weltkrieg hielt der Verein am 10. Juni 1946 ab. Am 9. Juli 1946 erreichte er die Lizenzierung durch das Kultusministerium und die Militärregierung der amerikanischen Besatzungszone. Er konnte seine Tätigkeit wieder aufnehmen. Bis zum 125-jährigen Jubiläum im Jahr 1949 war das Gebäude teilweise instand gesetzt. Im unbeschädigten kleinen Hörsaal des Erdgeschosses fanden wieder regelmäßige Vorträge statt. Auch die Institute der Universität konnten ab 1949 wieder arbeiten. Die Besucherzahl der Schülervorlesungen und anderer öffentlicher Vorträge des Vereins ging gegenüber der Vorkriegszeit jedoch stark zurück.

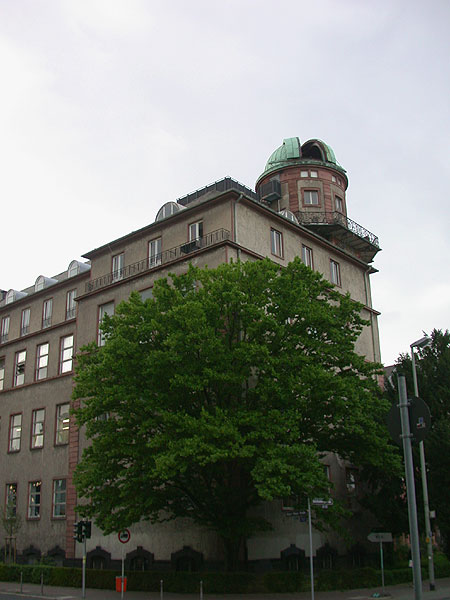
Um ein Stockwerk erhöhtes Vereinsgebäude

Am 28. Oktober 1951 wurde das Richtfest für den Wiederaufbau gefeiert. Auf das Gebäude, das im Geschmack der Zeit und aus Kostengründen einfach gehalten war, setzte man eine weitere Etage. Damit entfielen die Plattform auf dem Dach und ihre Einrichtungen. Ende 1954 waren die finanziellen Mittel des Vereins erschöpft. Die Bauarbeiten gingen erst im Frühjahr 1955 weiter, nachdem ein weiterer Kredit bewilligt worden war. Der große Hörsaal feierte am 28. Mai 1956 Einweihung. Erst 1960 war auch die im März 1945 komplett ausgebrannte Sternwarte einsatzbereit.
Im Juli 1998 errichtete man auf dem Gelände des Taunusobservatoriums auf dem Kleinen Feldberg eine weitere Sternwarte. Die Hans-Ludwig-Neumann-Sternwarte erhielt ihren Namen nach dem früheren Vorsitzenden und Ehrenmitglied Hans-Ludwig Neumann. Die technische Ausstattung der Sternwarte eignet sich zur wissenschaftlichen amateur-astronomischen Forschung. Auch Studierende der Astronomie und Astrophysik werden hier ausgebildet.
Bis 1996 war das Institut für Meteorologie im Gebäude in der Feldbergstraße untergebracht. Nach dem Umzug des Instituts auf den Campus Riedberg wurde das Gebäude aufgegeben.

## Aktuelles

### Umbau

Die drei im Umbau befindlichen Gebäude

Das Gebäude an der Robert-Mayer-Straße wurde zwischen Dezember 2013 und Juni 2017 von der Senckenberg Gesellschaft für Naturforschung renoviert. Der Umzug zurück in das Gebäude fand im Juni 2017 statt. Verantwortlicher Architekt war Peter Kulka. Außer dem Gebäude des Physikalischen Vereins wurden zeitgleich das Senckenbergmuseum und das Jügelhaus umgebaut. Vor seiner Zerstörung bildete ein Uhrturm auf dem Jügelhaus ein symmetrisches Pendant zur Sternwarte auf dem Dach des Vereinsgebäudes. Die Gebäude bilden durch ihr einheitliches Erscheinungsbild ein Ensemble: Architektonische Gliederungen in rotem Mainsandstein kontrastieren mit hell gestrichenem Verputz, die Dächer sind mit Schiefer gedeckt, die drei an sich freistehenden Gebäude werden an der Senckenberganlage durch zwei Arkaden miteinander verbunden.
Ziel des Umbaus war es, die drei Gebäude funktional besser miteinander zu vernetzen. Nach der Auffassung von Peter Kulka machten die Gebäude zwar von außen einen einheitlichen Eindruck, „im Inneren [seien sie aber] nie logisch rational zusammengebracht worden“. Zu besseren Verbindung wurden transparente Brücken zwischen den Gebäuden errichtet. Alle drei Baukörper sind damit durch eine zentrale Achse miteinander verbunden. Der Gebäudekomplex ist wie ein „H“ geformt. Das Gebäude des Physikalischen Vereins und das Jügelhaus verkörpern jeweils eine Seite des Komplexes. Die neuen Brücken bilden gemeinsam mit dem Senckenbergmuseum den Mittelbalken. Kulka meint, die Gebäude seien mit langen Gängen und vielen Fenstern nicht für die Forschung geeignet. Dieses Problem sollte behoben werden, ohne den historischen Eindruck der Gebäude zu beeinträchtigen. Räume wie die Aula im Jügelbau behielten ihre historische Gestalt. Der Hörsaal des Physikalischen Vereins wurde jedoch zu einem modernen Vorlesungssaal umgebaut. Die neuen Dächer wurden energetisch sinnvoll mit Aluminiumblech gedeckt.
Die drehbare Kuppel der Sternwarte wurde während des Umbaus nicht bearbeitet. Hier haben die Umbauarbeiten länger gedauert. Dreh- und Öffnungsmechanismus mussten überholt und die demontierten Fernrohre der Sternwarte wieder montiert werden. Die alten Fenster wurden modernisiert. Auch die Plattform auf dem Dach wurde erweitert, um Platz für weitere mobile Teleskope zu bieten.
Besonders kritisiert wurden die Pläne für das neu gestaltete Aluminiumdach.
Im Rahmen des Umbaus wurde das Gebäude nach dem Förderer des Physikalischen Vereins und der Senckenberg Gesellschaft in Arthur-von-Weinberg-Haus umbenannt.

### Aktivitäten

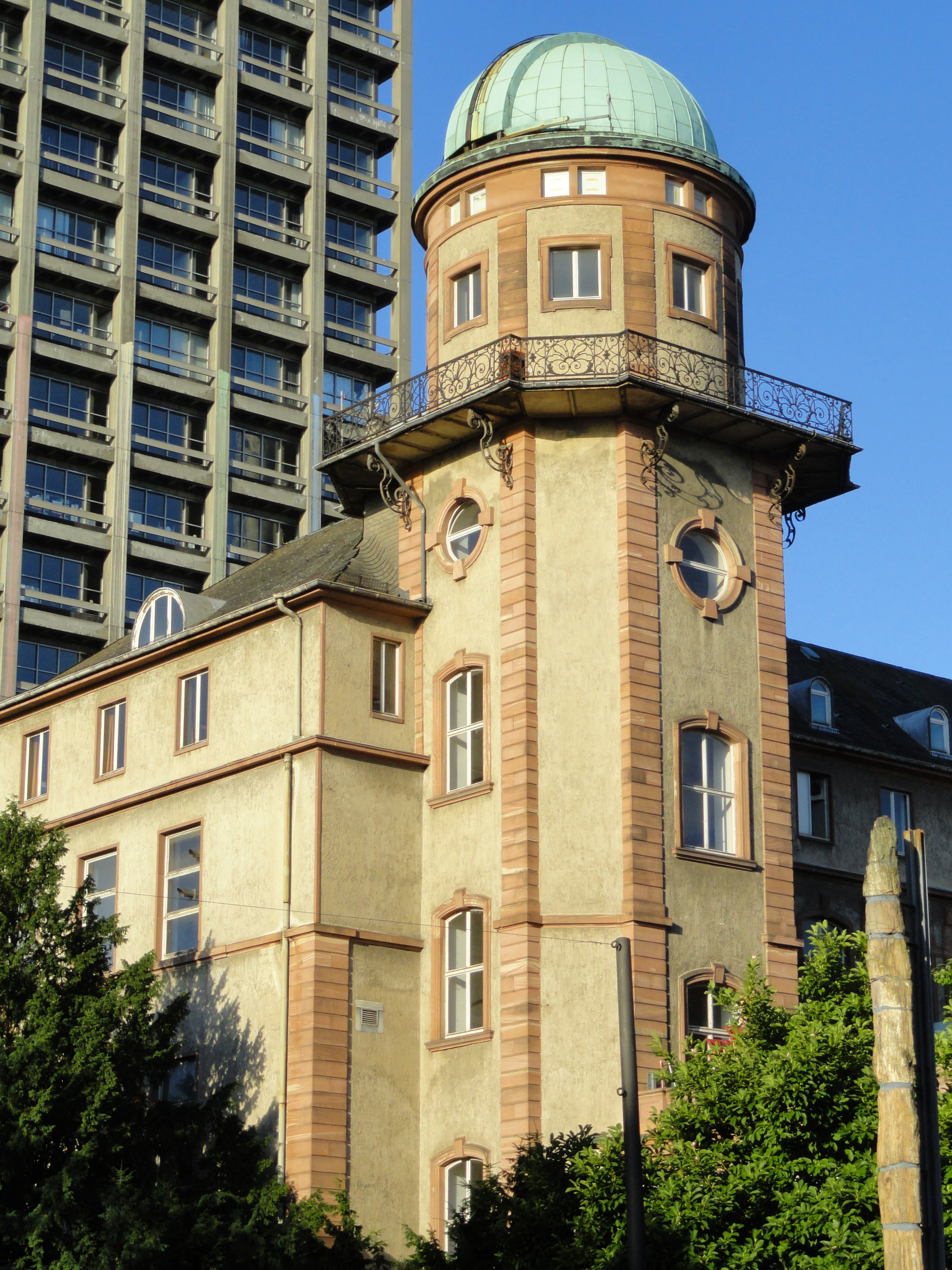
Sternwarte im Jahr 2012

Wöchentlich findet die Vortragsreihe Astronomie am Freitag statt, die nur in den hessischen Sommer- und Winterferien unterbrochen wird. Diese Vortragsreihe behandelt Themen der Astronomie und Astrophysik. Unregelmäßig werden in der Vortragsreihe NaturWissenschaft und Technik Vorträge von Wissenschaftlern und Ingenieuren gehalten, die ihre Forschungsergebnisse und Entwicklungen präsentieren. Die seit 1836 angebotenen Schülervorlesungen werden zurzeit aufgrund des Umbaus nicht angeboten. Der Physikalische Verein bietet außerdem Seminare zur praktischen Astronomie und Lehrerfortbildungen an. Der Verein nahm bis zu seinem Umzug regelmäßig an der Nacht der Museen in Frankfurt teil.
Seit 2010 veranstaltet der Physikalische Verein Science-Slams in Frankfurt. Heute sind diese mit bis zu 1300 Besuchern die größten Veranstaltungen dieser Art in Deutschland. Hauptpreis des Frankfurter Slams ist der Bembel der Weisheit. Thomas Ranft war bisher bei verschiedenen Slams Moderator.
Nach Fertigstellung des Umbaus steht die Sternwarte der Öffentlichkeit wieder für astronomische Beobachtungen zur Verfügung. Dort befindet sich ein Fernrohr mit einem Durchmesser von 21 cm und einer Brennweite von 310 cm. Die historische Glaslinse des Teleskops wurde vom Optiker Max Pauly hergestellt. Darüber hinaus gibt es einen zusätzlichen speziellen Refraktor, der sich zur Sonnenbeobachtung eignet.
In den hessischen Sommerferien bietet der Verein sonntags Sonnenbeobachtungen im Palmengarten Frankfurt an. Außerdem kann monatlich an der Hans-Ludwig-Neumann-Sternwarte im Taunus beobachtet werden. Weitere Beobachtungsmöglichkeiten bietet der Verein beispielsweise bei Veranstaltungen in Zusammenarbeit mit der Keltenwelt am Glauberg, der Goethe-Universität und anderen Institutionen.
An der vom Verein betriebenen Hans-Ludwig-Neumann-Sternwarte entdeckten Erwin Schwab, Rainer Kling, Ute Zimmer und Stefan Karge mehr als 150 Asteroiden, darunter (204852) Frankfurt und (207687) Senckenberg. Weitere Projekte an der Sternwarte sind Beobachtung von Quasaren und Nachbeobachtung von Exoplaneten.

## Förderpreise
Der Physikalische Verein vergibt insgesamt vier Förderpreise. Diese Preise werden für verschiedene wissenschaftliche Disziplinen verliehen. Die Preise waren ursprünglich nach Personen benannt, die in enger Verbindung mit dem Verein standen. Sie wurden im Jahr 2020 jedoch nach der Sache umbenannt. Ursprünglich nach Philipp Siedler benannt, sollte der Preis an den Vorsitzenden in den Jahren 1956 bis 1964 erinnern, der zum Wiederaufbau des Vereins und der Sternwarte nach dem Zweiten Weltkrieg maßgeblich beitrug.

### Wissenschaftspreis
Der Wissenschaftspreis wird für herausragende Studienabschlussarbeiten in den Fachbereichen der Physik der Goethe-Universität verliehen. Die betreuenden Hochschullehrer müssen die Arbeiten für eine Teilnahme vorschlagen. Jährlich werden bis zu drei Preise vergeben. Erstmals wurde der Preis 1996 verliehen. Ursprünglich nach Philipp Siedler benannt, sollte der Preis an den Vorsitzenden in den Jahren 1956 bis 1964 erinnern, der zum Wiederaufbau des Vereins und der Sternwarte nach dem Zweiten Weltkrieg maßgeblich beitrug.

### Physikdidaktik-Preis
Mit dem Physikdidaktik-Preis werden seit 1998 Staatsexamensarbeiten aus dem Institut für Didaktik der Physik der Goethe-Universität geehrt. Dabei werden jedes Jahr bis zu drei Preise verliehen. Auch bei diesem Preis muss der betreuende Hochschullehrer Arbeiten für die Teilnahme vorschlagen. Der Preis war ursprünglich benannt nach Eugen Hartmann.

### Umweltpreis
Der Umweltpreis wird für Arbeiten mit interdisziplinärem Charakter über Umweltschutz und Umwelttechnik verliehen. Dieser Preis wird seit 1996 verliehen. Jährlich können bis zu drei Arbeiten ausgezeichnet werden. Bewerber müssen nicht vorgeschlagen werden, sondern können auf eigene Initiative Arbeiten einreichen. Der Preis richtet sich an Amateurforscher, vor allem an Schüler. Ursprünglich war der Preis nach Christian Ernst Neeff benannt.

### Astronomie-Preis
Der Astronomie-Preis wird jährlich an maximal drei Amateurastronomen, vornehmlich aus der Rhein-Main-Region, vergeben. Die Arbeiten können auf eigene Initiative eingereicht werden. Der 1996 erstmals verliehene Preis würdigte bis zu seiner Umbenennung Samuel Thomas von Soemmerring, der selbst Amateurastronom war.

## Mitgliedschaft
Die Mitgliedschaft im Verein wird in der Satzung geregelt. Grundsätzlich kann jede natürliche und juristische Person Mitglied werden.
Seit 1838 werden die Mitgliedszahlen in den jährlich erscheinenden Jahresberichten veröffentlicht. 1898 wurde es auf Anregung des Vorstands auch für Frauen möglich dem Verein beizutreten. Diese Möglichkeit nahmen von 1898 bis 1899 zwei Frauen wahr. Heute hat der Verein circa 2000 Mitglieder.

### Entwicklung der Mitgliedsanzahl
Die Anzahl der Mitglieder stieg bis 1911 kontinuierlich an und erreichte kurz nach der Eröffnung des neuen Vereinsgebäudes einen Höhepunkt von 1084 Mitgliedern. Während des Ersten Weltkriegs sank die Zahl der Mitglieder, stieg allerdings 1918 wieder. Durch die Inflation ab 1919 und die Weltwirtschaftskrise sank die Mitgliedszahl drastisch. 1941 erreichte sie ihren Tiefstand von 249 Mitgliedern. 1945 hatte der Verein etwa 300 Mitglieder. Erst ab 1975 stieg die Mitgliedszahl wieder in größerem Maße an.
Die Grafik zeigt die Anzahl der Mitglieder nach Jahr an. Die Daten wurden aus den jeweiligen Jahresberichten entnommen. Für Jahre, in denen die Mitgliederzahl laut Grafik null beträgt, liegen keine Daten vor.
MitgliederanzahlJahr050010001500200025001825185418831912194119701999Anzahl der MitgliederAnzahl der Mitglieder des Physikalischen Vereins

### Ewige Mitgliedschaft
Eine ewige Mitgliedschaft kann laut der Satzung von jedem beitragspflichtigen Mitglied für mindestens einmalig dem Hundertfachen des normalen Jahresbeitrags erworben werden, was beim aktuellen Mitgliedsbeitrag von 60 € also 6000 € entspricht. Die Namen der ewigen Mitglieder werden im Eingangsbereich des Vereinsgebäudes auf den historischen Marmortafeln eingraviert.

### Ehrenmitgliedschaft

Verleihungsurkunde der Ehrenmitgliedschaft an Albert Einstein aus dem März 1929

Eine Ehrenmitgliedschaft wird auf Vorschlag des Präsidiums durch den Verwaltungsrat verliehen. Mit der Ehrenmitgliedschaft sind dieselben Rechte wie mit einer normalen Mitgliedschaft verbunden, es muss allerdings kein Mitgliedsbeitrag gezahlt werden. Seit Gründung hat der Physikalische Verein mehr als 300 Ehrenmitglieder ernannt. Die meisten Ehrenmitglieder wie Albert Einstein oder Otto Hahn zeichnen sich durch herausragende Leistungen auf naturwissenschaftlichen Gebieten aus. Andere Ehrenmitglieder wie Harald Lesch setzen sich für die Vermittlung der Naturwissenschaften ein. Ehrenmitglieder wie Hans-Ludwig Neumann förderten die Entwicklung des Vereins. Am 28. März 2014 erhielt mit Johanna Stachel die erste Frau die Ehrenmitgliedschaft. Das neuste Ehrenmitglied ist Klaus Blaum.

## Organe des Vereins
Rechtsform ist ein altrechtlicher Verein. Seine Rechtsfähigkeit als juristische Person gründet auf einer königlichen Kabinettsorder der Preußischen Krone vom Juni 1876. Mit Inkrafttreten der seit 2008 gültigen Satzung wurde der Vorstand des Vereins in Präsidium umbenannt. Das Präsidium besteht aus vier bis sieben vom Verwaltungsrat gewählten Mitgliedern, sowie dem Ehrenpräsidenten, der seit 2007 Gerd Sandstede ist. Das Präsidium hat die Leitung aller Geschäfte wahrzunehmen. Aus seinen Reihen wählt das Präsidium den Präsidenten, den Vizepräsidenten, den Schatzmeister und Schriftführer sowie einen wissenschaftlichen Direktor. Die aktuelle Präsidentin ist seit 2020 Dorothée Weber-Bruls.
Im Verwaltungsrat sitzen zwölf bis zwanzig von der Mitgliederversammlung auf drei Jahre gewählte Personen. Hinzu kommt der Präsident des Vereins, der Präsident der Goethe-Universität und die geschäftsführenden Direktoren der physikalischen Institute der Universität. Der Verwaltungsrat ernennt Ewige Mitglieder, Ehrenmitglieder sowie den Ehrenpräsidenten.

### Präsidenten
Seit der Satzung von 2008 wird der erste Vorsitzende als Präsident bezeichnet.
| Name                    | Amtszeit                                   |
| ----------------------- | ------------------------------------------ |
| Johann Karl Passavant   | [ A 1 ]                                    |
| Christian Ernst Neeff   | 1839, 1842–1843                            |
| Peter Joseph Aloys Eder | 1840                                       |
| Valentin Müller         | 1841                                       |
| Johann Balthasar Lorey  | 1844, 1848–1850, 1853–1855, 1861–1863      |
| Friedrich Hessenberg    | 1845                                       |
| Gustav Adolf Rommel     | 1846, 1851, 1864–1866                      |
| Johann Michael Mappes   | 1847                                       |
| Josef Wallach           | 1852, 1858–1860, 1870–1871, 1875           |
| Alexander Crailsheim    | 1856                                       |
| Adolph Poppe            | 1857                                       |
| Ludwig Knopf            | 1867–1869, 1883                            |
| Albert Fleck            | 1872–1874, 1877–1879                       |
| Julius Löwe             | 1876                                       |
| Theodor Petersen        | 1880–1882, 1884–1886, 1889–1891, 1895–1897 |
| Heinrich Roessler       | 1887, 1888, 1892–1894, 1903, 1904          |
| Leo Gans                | 1898–1899, 1907, 1911–1913, 1915 –1916     |
| Eugen Hartmann          | 1900–1902, 1904–1906, 1908–1910, 1914–15   |
| Rudolf de Neufville     | 1917–1919                                  |
| Louis Fadé              | 1920–1921                                  |
| Karl Kotzenberg         | 1922–1924                                  |
| Fritz Roessler          | 1925–1928, 1932, 1933, 1935–1937           |
| Alfred Petersen         | 1929–1931, 1934, 1935–1937                 |
| Waldemar Braun          | 1938–1944                                  |
| Ludwig Protz            | 1946–1955                                  |
| Philipp Siedler         | 1956–1964                                  |
| Karl Steimel            | 1965–1968                                  |
| Gerhard Lander          | 1969–1970                                  |
| Heinz Fricke            | 1971–1975                                  |
| Hans-Ludwig Neumann     | 1976–1990                                  |
| Gerd Sandstede          | 1991–2007                                  |
| Wolfgang Grünbein       | 2008–2019                                  |
| Dorothée Weber-Bruls    | seit 2020                                  |